# Aniceto de Nicomedia
Aniceto de Nicomedia o Anicento de Marmora (f. Nicomedia, 304) fue una de las víctimas de la persecución contra los cristianos de Diocleciano. Es considerado mártir y santo por la Iglesia católica y su memoria litúrgica se celebra el 12 de agosto, junto con Fotino o Focio.

## Hagiografía
No se sabe nada sobre su vida previa al martirio.

### Martirio
De acuerdo con la tradición, Aniceto era un oficial romano de Nicomedia que se rebeló en contra del emperador por su profesión de la fe cristiana.
Diocleciano ordenó que se le abandonara en el circo romano para que fuera despedazado por las fieras del circo. Sin embargo los animales no le hicieron daño, y presuntamente un león ayudó a Aniceto a enjugarse el sudor producto de su natural angustia. Posteriormente Roma habría sido sacudida por un terremoto en represalias por la sentencia de Aniceto.
Focio, un familiar suyo, presentado como su hermano o su sobrino, fue a reclamarle al emperador por las matanzas contra cristianos, y fue sentenciado a morir junto a Aniceto, esta vez en la hoguera, donde ambos fallecieron en el 304 o 305. El martirio ocurrió en el puerto cercano al mar Marmora.

## Culto
Aniceto y Focio son recordados el 12 de agosto, y son mencionados en los ritos de bautismo y extremaución, y de bendición del agua bizantinos.